# Râul Trestia, Cibin
Râul Trestia este un curs de apă, afluent al râului Valea Lupului. 